# Nenecho Rodríguez
Óscar Andrés Rodríguez Quiñónez, (Asunción, 20 de mayo de 1981) más conocido como Nenecho, es un político paraguayo. Desde 2019 es intendente de Asunción, por el Partido Colorado. 
Hijo del político colorado Óscar Rodríguez Kennedy, Rodríguez ejerció desde muy joven cargos en la función pública. Fue catapultado a la fama a través de la televisión, por su participación en los programas Calle 7 y Baila conmigo Paraguay. De allí fue a la política, aliándose con Horacio Cartes y siendo electo concejal de Asunción en 2015.
En 2019, tras la renuncia del intendente Mario Ferreiro, Rodríguez fue proclamado como su sucesor por la Junta Municipal de Asunción, siendo encomendado el cargo hasta las elecciones del año siguiente. Rodríguez, junto a varios otros políticos y mediáticos, ha sido acusado de montar las acusaciones de corrupción contra Ferreiro que llevaron a su renuncia, siendo este último absuelto de la causa penal. Las elecciones municipales de 2020 fueron pospuestas debido a la pandemia de COVID-19, realizándose finalmente en octubre de 2021. Rodríguez renunció brevemente al cargo para poder candidatarse a la reelección, como estipula la ley. Fue reelecto con una pluralidad de los votos, derrotando a los opositores Eduardo Nakayama y Johanna Ortega.
En 2025, tras denuncias de irregularidades en la gestión de Rodríguez, el Estado paraguayo inició una intervención administrativa de la Municipalidad de Asunción. Durante este periodo de sesenta días las funciones del intendente recaen en el interventor, Carlos Pereira, quien deberá presentar un informe a la Cámara de Diputados, la cual podría votar por la destitución de Rodríguez y llamar a elecciones anticipadas.

## Primeros años

### Familia
Óscar Andrés Rodríguez Quiñónez nació el 20 de mayo de 1981 en Asunción, hijo de Óscar Rodríguez Kennedy y Olga Quiñónez Daiub. Tiene ascendencia irlandesa en el lado paterno y árabe en el materno. Rodríguez Kennedy es un importante juez y político colorado, conocido por haber apoyado a lo largo de su carrera a Alfredo Stroessner, Lino Oviedo, Hugo Chávez, Evo Morales y Horacio Cartes. Rodríguez Kennedy fue además acusado de haber cometido trampa durante un examen que tomó como postulante al cargo de ministro de la Corte Suprema de Justicia en 2020.
Rodríguez tiene tres hermanos: Myriam Graciela, José Antonio y Fabrizio Abraham. Su tío, Julio Antonio Quiñónez Daiub, fue gobernador de Cordillera y luego senador nacional, por el Partido Colorado.

### Educación
La educación secundaria de Rodríguez se dio en el Colegio Monseñor Lasagna, una institución privada y católica cuyo director en ese entonces era el ahora cardenal Cristóbal López. En la Universidad Americana estudió las carreras de Administración y Gestión Empresarial e Ingeniería Comercial, graduándose en 2005.

### Matrimonio e hijos
A los dieciocho años, cuando aún estaba en el colegio, Rodríguez tuvo una hija llamada Brisa Araceli Rodríguez González, quien ha sido acusada de beneficiarse del nepotismo tras su contratación en la función pública.
En 2011, Rodríguez comenzó una relación con la actriz y bailarina Lizarella Valiente. En 2015 tuvieron su primer hijo, Óscar de Jesús, quien nació prematuro y murió tan solo horas después. En 2019 tuvieron a su segundo hijo, Óscar Emmanuel. La pareja se casó en 2022.

## Trayectoria política

### Funcionario público
Óscar Rodríguez se desempeñó por muchos años en la función pública y ocupó cargos de importancia, como Director de la Unidad Operativa de Contrataciones (UOC) de la Corte Suprema de Justicia.También, fue asesor de la comisión del bicentenario del congreso nacional.

### Junta Municipal de Asunción
Fue electo concejal Municipal de Asunción en el año 2015. Durante dos años (2018 y 2019) fue presidente de la Junta Municipal.

### Primer Periodo como Intendente de Asunción
En diciembre de 2019 asume como Intendente de Asunción en reemplazo de Mario Ferreiro, por la renuncia del último intendente. Inicialmente, debía completar el periodo correspondiente entre 2019-2020, pero debido a la Pandemia de COVID-19 el Poder Ejecutivo del Paraguay prorrogó hasta un año el mandato de los intendentes y concejales municipales de todos los distritos de la república, quienes siguieron en el ejercicio del cargo hasta la asunción de las nuevas autoridades electas en el 2021.
Como lema de su gestión municipal, utiliza el eslogan «Asunción en Orden».

### Candidatura a la intendencia de Asunción para el periodo 2021-2026
Como precandidato inscribió su propio movimiento dentro de la ANR, Orden Republicano. “Nenecho” Rodríguez superó a Daniel Centurión y Martín Arévalo en las internas municipales por su partido, por lo cual fue designado oficialmente como candidato a intendente por Asunción para el periodo 2021-2025. Debido a que la ley electoral del Paraguay así lo establece, presentó su renuncia antes del 10 de julio de 2021 con el fin de participar de las Elecciones Municipales de 2021.
En las Elecciones Municipales del 10 de octubre de 2021, fue electo intendente de Asunción con 122.353 votos, superando al candidato de la Alianza «Juntos por Asunción», Eduardo Nakayama, quien se hizo con el 42,11% de los votos. Originalmente, fue electo para el periodo 2021-2025, pero su mandato, al igual que el de todos los intendentes y concejales, fue prorrogado un año debido a modificaciones técnicas del Código Electoral del Tribunal Superior de Justicia Electoral (TSJE).

## Intendencia (2019-)

### Obras

#### Desagües pluviales
Entre las propuestas que presentó durante su gestión, una de ellas fue la de aumentar la red de desagüe pluvial del 22% existente al 50%.
Este tipo de obras permite la evacuación del agua de las lluvias, cada evento climatológico afecta principalmente al estado de las calles, teniendo en cuenta que los raudales recorren grandes distancias, llevando a su paso pavimentos, tapas de registros. Además, también se propuso a mejorar el mantenimiento de los desagües existentes y los sumideros, de manera a recuperar su efectividad. 
Actualmente, se está llevando a cabo la ejecución de obras en las cuencas del Abasto y Barrio San Pablo, iniciando también la cuenca Santo Domingo, concluyendo ya la cuenca «Rocío Cabriza y Lombardo», «Isabel La Católica y Kanonnikoff» y «Avenida Molas López».

#### Calles
La mejora vial y puesta a punto de las principales avenidas de la ciudad, también fueron uno de los ejes de su gestión. Durante su gestión fueron recapadas y señalizadas las Avenidas Eusebio Ayala, Aviadores de Chaco, Boggiani, Primer Presidente, Yta Ybate (21 Proyectada) Avda. Carlos Antonio López, Avda. Fernando de la Mora, entre otras.

### Eliminación de burocracia
De manera a erradicar la burocracia en la institución municipal, el ejecutivo municipal trabajó en la implementación de mecanismos que faciliten a los contribuyentes la realización de las diversas gestiones, vía web. En varias ocasiones el intendente se comprometió a automatizar los trámites municipales, lo que representaría mayor celeridad en las gestiones que normalmente se hacían de forma presencial. Como ejemplo, para la aprobación de planos, el contribuyente va a tener la posibilidad de hacer la presentación y seguimientos desde la web.

### Limpieza
Uno de los principales ejes su administración es la limpieza, en ese sentido realizó compra de maquinarias; también se destaca la compra de camiones barredores, camiones areneros, nuevos camiones para redoblar la recolección de residuos y camiones del tipo volquete. También proyectó la colocación de mayor cantidad de basureros en diversos puntos en conjunto con empresas privadas y se enfocó en el mantenimiento de espacios verdes y mantenimiento de las calles.